# Monforti Johanna nápolyi királyné
Monforti Johanna (Auray, 1433. november 10. – Maine-et-Loire, 1498. december 19.) nápolyi királyné

## Élete
A franciaországi Bretagne tartományban született XIV. Guy laval-i gróf és Bretagne-i Izabella hercegnő harmadik gyermekeként. Két nővére (Jolán és Franciska), és négy húga (Anna, Arthuse, Helén és Lujza) született. Volt még három öccse is, Ferenc, János és Péter.
Apai nagyszülei: XIII. Guy laval-i gróf és Anne Tinténiac grófkisasszony. Anyai nagyszülei: V. János bretagne-i herceg és Valois Johanna francia királyi hercegnő.
Johanna apja Jeanne d’Arc oldalán harcolt több csatában is. 1454. szeptember 10-én Johanna hozzáment a nála 24 évvel idősebb I. René nápoly-szicíliai királyhoz, aki egy évvel korábban özvegyült meg, s addigra már 6 gyermek édesapja volt (3 törvényes és 3 fattyú gyermek).
A kívülállók számára úgy tűnt, a király nagyon szereti feleségét, aki állítólag nemcsak szép volt, hanem elbűvölő modora is volt. Az irodalomkedvelő René rengeteg verset írt imádott nejéhez.
A nagy korkülönbség ellenére házasságuk boldognak bizonyult, habár közös gyermekük sajnos nem született frigyük majdnem 26 éve során. A nápolyi nép körében igen népszerű volt a királyné, aki mindig jószívvel viseltetett irántuk. René 1480-ban hunyt el. Az asszony többé nem ment férjhez. 1498. december 19-én, 65 éves korában hunyt el. Teste elhunyt férje mellett nyugszik a mai napig.